# エイドリアン・ヤネス
エイドリアン・ヤネス（Adrian Yanez、1993年11月29日 - ）は、アメリカ合衆国の男性総合格闘家。テキサス州ラポート出身。メトロ・ファイトクラブ所属。

## 来歴
ゴールデングローブを制したボクサーであった父親の手ほどきを受けて幼少期からボクシングを経験する。その後、ボクシングと並行してブラジリアン柔術を始め、15歳で総合格闘技に転向した。

### 総合格闘技
2014年、 プロ総合格闘技デビュー。ローカル団体で13戦10勝の戦績を残す。
2020年8月11日、Dana White's Contender Series 28でブレイディ・ファンと対戦し、スタンドパンチ連打で開始39秒のTKO勝ちを収め、UFCとの契約権を獲得した。

### UFC
2020年10月31日、UFC初参戦となったUFC Fight Night: Hall vs. Silvaでビクター・ロドリゲスと対戦し、左ハイキックで1RKO勝ち。パフォーマンス・オブ・ザ・ナイトを受賞した。
2021年3月20日、UFC on ESPN: Brunson vs. Hollandでグスタボ・ロペスと対戦し、右ストレートで3RKO勝ち。2試合連続のパフォーマンス・オブ・ザ・ナイトを受賞した。
2021年7月24日、UFC on ESPN: Sandhagen vs. Dillashawでランディ・コスタと対戦。1Rはスタンドの攻防で劣勢に立たされるも、2Rに右アッパーでダウンを奪いパウンドでTKO勝ち。3試合連続のパフォーマンス・オブ・ザ・ナイトを受賞した。
2021年11月20日、UFC Fight Night: Vieira vs. Tateでデイビー・グラントと対戦し、2-1の判定勝ち。ファイト・オブ・ザ・ナイトを受賞した。
2022年6月18日、UFC on ESPN: Kattar vs. Emmettでトニー・ケリーと対戦し、スタンドパンチ連打でダウンを奪いパウンドで1RTKO勝ち。パフォーマンス・オブ・ザ・ナイトを受賞した。
2023年4月8日、UFC 287でバンタム級ランキング6位のロブ・フォントと対戦し、右フックでダウンを奪われパウンドで1RTKO負け。
2023年10月14日、UFC Fight Night: Yusuff vs. Barbozaでバンタム級ランキング13位のジョナサン・マルチネスと対戦し、左ローキックで2RTKO負け。

## 戦績
| 総合格闘技 戦績 | 総合格闘技 戦績 | 総合格闘技 戦績 | 総合格闘技 戦績 | 総合格闘技 戦績 | 総合格闘技 戦績 | 総合格闘技 戦績 |
| --------------- | --------------- | --------------- | --------------- | --------------- | --------------- | --------------- |
| 23 試合         | (T)KO           | 一本            | 判定            | その他          | 引き分け        | 無効試合        |
| 17 勝           | 11              | 2               | 4               | 0               | 0               | 0               |
| 6 敗            | 2               | 0               | 4               | 0               | 0               | 0               |

| 勝敗 | 対戦相手                   | 試合結果                           | 大会名                                  | 開催年月日     |
| ×    | ダニエル・マルコス         | 5分3R終了 判定1-2                  | UFC on ESPN 63: Covington vs. Buckley   | 2024年12月14日 |
| ○    | ヴィニシウス・サルバドール | 1R 2:47 TKO（右フック→パウンド）   | UFC Fight Night: Barboza vs. Murphy     | 2024年5月18日  |
| ×    | ジョナサン・マルチネス     | 2R 2:26 TKO（左ローキック）        | UFC Fight Night: Yusuff vs. Barboza     | 2023年10月14日 |
| ×    | ロブ・フォント             | 1R 2:57 TKO（右フック→パウンド）   | UFC 287: Pereira vs. Adesanya 2         | 2023年4月8日   |
| ○    | トニー・ケリー             | 1R 3:49 TKO（パウンド）            | UFC on ESPN 37: Kattar vs. Emmett       | 2022年6月18日  |
| ○    | デイビー・グラント         | 5分3R終了 判定2-1                  | UFC Fight Night: Vieira vs. Tate        | 2021年11月20日 |
| ○    | ランディ・コスタ           | 2R 2:11 TKO（右アッパー→パウンド） | UFC on ESPN 27: Sandhagen vs. Dillashaw | 2021年7月24日  |
| ○    | グスタボ・ロペス           | 3R 0:27 KO（右ストレート）         | UFC on ESPN 21: Brunson vs. Holland     | 2021年3月20日  |
| ○    | ビクター・ロドリゲス       | 1R 2:46 KO（左ハイキック）         | UFC Fight Night: Hall vs. Silva         | 2020年10月31日 |
| ○    | ブレイディ・ファン         | 1R 0:39 TKO（スタンドパンチ連打）  | Dana White's Contender Series 28        | 2020年8月11日  |
| ○    | カイル・エストラーダ       | 5分3R終了 判定2-1                  | LFA 78                                  | 2019年11月15日 |
| ○    | マイケル・ロドリゲス       | 1R 3:14 TKO（スタンドパンチ連打）  | Fury FC 33                              | 2019年6月29日  |
| ○    | ウォーレン・スチュワート   | 2R 1:46 TKO（スタンドパンチ連打）  | Fury FC 29                              | 2019年1月25日  |
| ×    | マイルズ・ジョーンズ       | 5分5R終了 判定1-2                  | LFA 55 【LFAバンタム級王座決定戦】      | 2018年11月30日 |
| ○    | ネイサン・トレパニエー     | 1R 4:56 KO（右フック）             | LFA 35                                  | 2018年3月9日   |
| ○    | トレント・モー             | 5分3R終了 判定3-0                  | LFA 26                                  | 2017年11月3日  |
| ×    | ドミンゴ・ピラルテ         | 5分3R終了 判定1-2                  | LFA 7                                   | 2017年3月24日  |
| ○    | コリン・ライト             | 3R 2:44 腕ひしぎ十字固め           | Legacy FC 59                            | 2016年9月16日  |
| ○    | ライアン・ホリス           | 5分3R終了 判定3-0                  | Bellator 149                            | 2016年2月19日  |
| ○    | ディナーロン・セイモア     | 1R 1:31 三角絞め                   | Fury FC 7                               | 2015年7月11日  |
| ○    | ジェイク・スナイダー       | 2R 0:10 TKO（パンチ連打）          | Fury FC 6                               | 2015年5月22日  |
| ×    | レヴィ・モウルス           | 5分3R終了 判定0-3                  | Legacy FC 37                            | 2014年11月14日 |
| ○    | リチャード・デルフィン     | 3R 0:28 TKO（パンチ連打）          | Texas City Throwdown                    | 2014年3月14日  |

## 表彰
- UFC パフォーマンス・オブ・ザ・ナイト（4回）
- UFC ファイト・オブ・ザ・ナイト（1回）